# Vladislavs Kozlovs
Vladislavs Kozlovs, né le 30 novembre 1987 à Rēzekne en Lettonie, est un footballeur international letton, qui évolue au poste d'attaquant.

## Biographie

### Carrière de joueur
Vladislavs Kozlovs dispute deux matchs en Ligue des champions, et 8 matchs en Ligue Europa. 

### Carrière internationale
Vladislavs Kozlovs compte trois sélections avec l'équipe de Lettonie entre 2010 et 2012. 
Il est convoqué pour la première fois par le sélectionneur national Aleksandrs Starkovs pour un match amical contre la Chine le 17 novembre 2010 (défaite 1-0). Il reçoit sa dernière sélection le 3 juin 2012 contre la Finlande (1-1).

## Palmarès

### En club
- Avec le FK Jelgava
  - Vainqueur de la Coupe de Lettonie en 2010 et 2014

- Avec le FK Ventspils
  - Champion de Lettonie en 2013
  - Vainqueur de la Coupe de Lettonie en 2013

- Avec le FK Spartaks Jurmala
  - Champion de Lettonie en 2017

### En sélection
- Vainqueur de la Coupe baltique en 2012